# Zagrilla

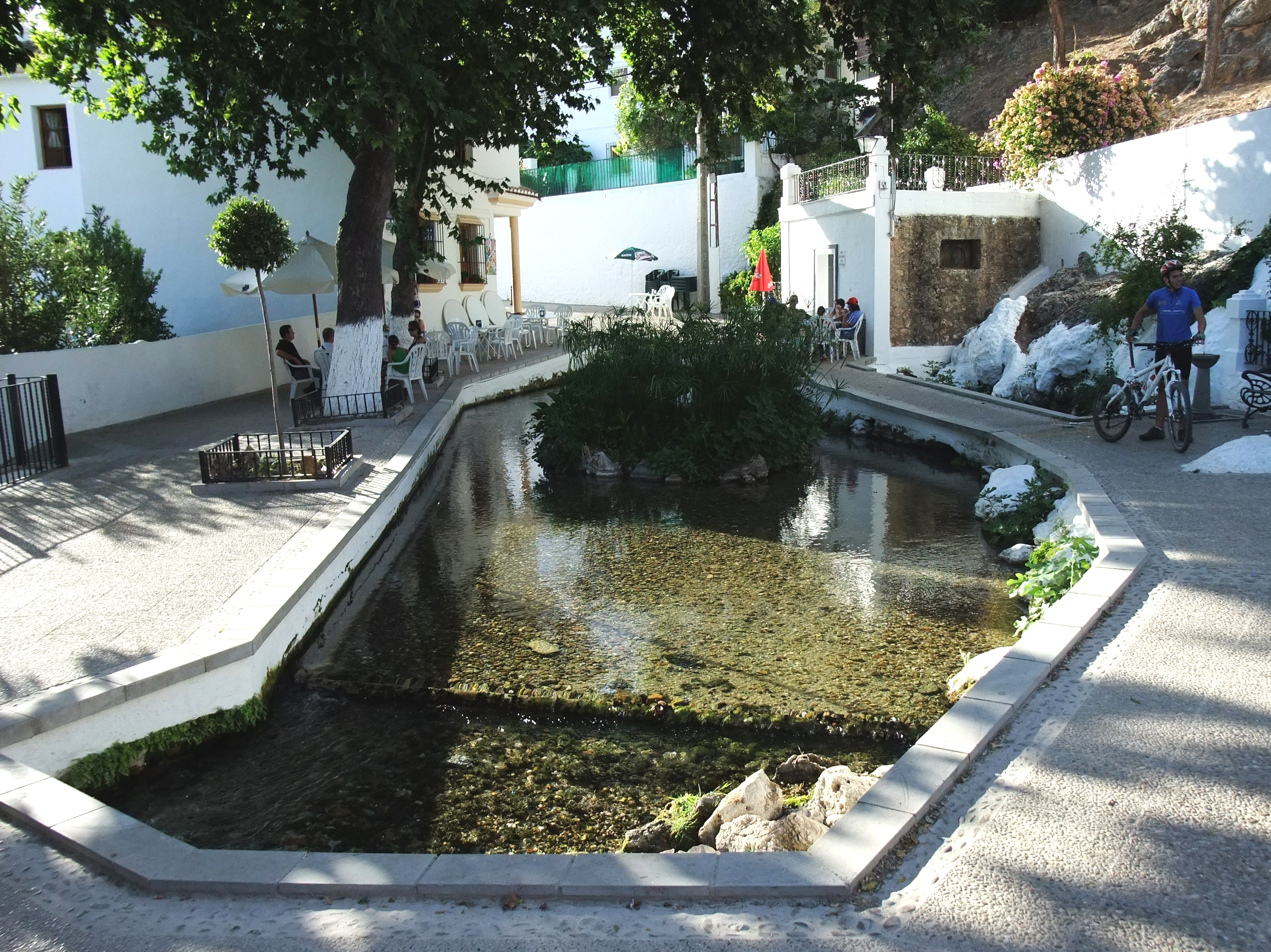
La Fuente de Zagrilla (Brunnen)

Zagrilla ist ein Dorf in der spanischen Provinz Córdoba im südlichen Andalusien. Es gehört zur Stadt Priego de Córdoba und liegt etwa 6 km nordwestlich entfernt am Rand des von der UNESCO anerkannten Geoparks Sierras Subbéticas, dem Parque Natural de las Sierras Subbéticas.
Zagrilla hatte im Jahr 2011 insgesamt 501 Bewohner, die sich auf zwei Ortsteile verteilen, nämlich Zagrilla Alta (Oberdorf) und Zagrilla Baja (Unterdorf).
Die lokale Wirtschaft wird im Wesentlichen von der Landwirtschaft und dem Tourismus geprägt. In der Landwirtschaft ist der Olivenanbau führend, und nahezu jeder Einwohner des Dorfes ist in irgendeiner Form daran beteiligt. Das Olivenöl der Region hat zwei geschützte Herkunftsbezeichnungen: Baena und Priego de Córdoba. Daneben gehören Schafs- und Ziegenkäse zu den Spezialitäten der Gegend. In der Touristik werden unter anderem geführte Wanderungen durch den Naturpark angeboten.